# El Salado (Catamarca)
Salado es una localidad del departamento Tinogasta, en el oeste de la provincia argentina de Catamarca. Constituye una comuna del municipio de Tinogasta.

## Economía
Su fuente de economía es la vid, cosechándose unas cuarenta toneladas anuales, aunque en la actualidad fue desplazado por el olivo que en los últimos diez años aumentó en un cien por ciento su producción, de doscientas t anuales se pasó a cosechar un mil de t anuales. El comino es el producto que identifica a los saladeños ya que su calidad y aroma es imposible de superar. en la actualidad se ha experimentado un gran crecimiento en la cosecha de alfalfa produciéndose un total aproximado de un millón de fados anuales.

## Turismo
Se realiza en el mes de enero cerca del 25 y 26 la Fiesta Nacional del Comino en el Club Social Cultural y Deportivo Calchaquiu.
Se Realiza entre el 15 y el 20 de enero el Festival Provincial del Cordero en el Club Social Cultural y Deportivo Camerún
Y La primera semana de febrero se Realiza el Festival de la alfalfa y el fardo en la Vieja Estación de Trenes.<ref>Festival de la Alfalfa y el Fardo/<ref>
Posee una miniterminal de ómnibus donde llegan micros desde la ciudad de San Fernando del Valle de Catamarca, La Rioja, Tinogasta, Fiambalá, Aimogasta, Belén y Buenos Aires con combinación en la ciudad de Catamarca.

## Geografía

### Ubicación
Se encuentra sobre la margen del Río Abaucán o Río Colorado. Se ubica al sur de la ciudad de Tinogasta, en el kilómetro 1.272 de la Ruta Nacional 60.

### Población
Cuenta con 750 habitantes (Indec, 2001) lo que representa un incremento del 7,87% frente a los 470 habitantes (Indec, 1991) del censo anterior. Según el INDEC DEL CENSO 2010 ahora tiene de 850 a 900 habitantes.